# Agostino Richelmy

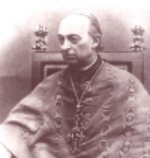
Agostino Kardinal Richelmy

Kardinalswappen

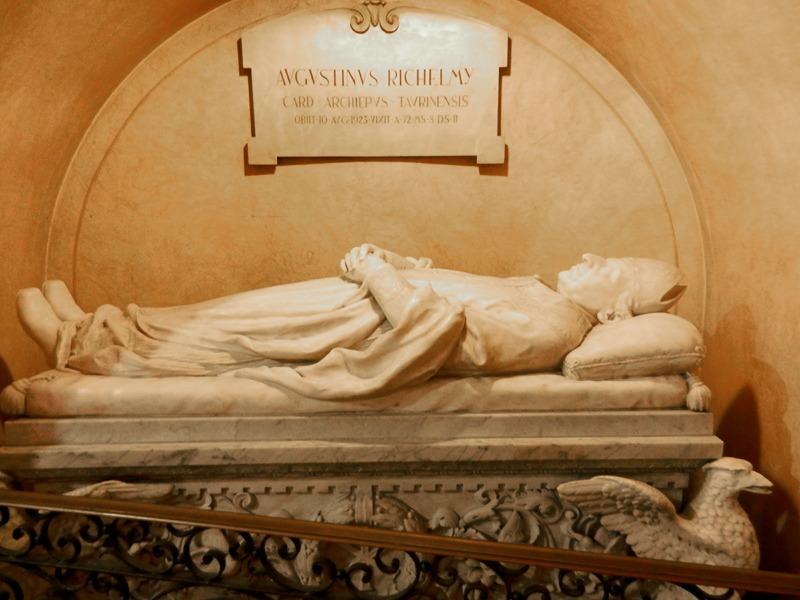
Grabmal im Santuario della Consolata, Turin

Agostino Kardinal Richelmy (* 29. November 1850 in Turin; † 10. August 1923 ebenda) war ein Kardinal der Römischen Kirche. Von 1897 bis zu seinem Tod war er Erzbischof von Turin.

## Leben
Agostino Richelmy war der Sohn des Ingenieurs Prospero Richelmy und dessen Ehefrau Lydia Realis. Als Jugendlicher trat er im sogenannten Dritten Unabhängigkeitskrieg der Bewegung Garibaldis bei, er trug später noch als Priester das charakteristische rote Hemd unter der Soutane. Richelmy schrieb sich schließlich in das Priesterseminar von Turin ein und empfing am 25. April 1873 die Priesterweihe. 1876 wurde er als Doktor der Theologie promoviert. Er war Professor für dogmatische Theologie und Moraltheologie am Turiner Priesterseminar. 
Am 7. Juni 1886 wurde er von Papst Leo XIII. zum Bischof von Ivrea ernannt. Die Bischofsweihe spendete ihm am 28. Oktober 1886 in der Kirche San Carlo der Erzbischof von Turin, Kardinal Gaetano Alimonda; Mitkonsekratoren waren Davide Riccardi, Bischof von Novara, und Giovanni Battista Bertagna, Weihbischof in Turin.
Am 18. September 1897 wurde er von Leo XIII. zum Erzbischof seiner Heimatdiözese Turin ernannt. In seine Amtszeit fällt die Ausstellung des Turiner Grabtuchs im Jahr 1898, bei der es erstmals fotografiert wurde. Dieses Amt hatte er bis 1923 inne. Er gründete 1903 die Zeitschrift Il momento.
Im Konsistorium vom 18. Juni 1899 wurde er von Papst Leo XIII. zum Kardinal kreiert. Er erhielt am 22. Juni 1899 die Titelkirche Sant’Eusebio; am 27. November 1911 wechselte er zur Titelkirche Santa Maria in Via. Im Ersten Weltkrieg verpflichtete Kardinal Richelmy zahlreiche Priester als Militärkaplane. Zudem förderte er die Arbeit der Katholischen Aktion im Piemont. Er nahm 1903, 1914 und 1922 jeweils am Konklave teil.
Agostino Richelmy starb nach einer Nierenoperation in Turin. Er wurde zunächst auf einem Friedhof in Turin beigesetzt; im Jahre 1927 wurden seine Gebeine in das Santuario della Consolata in Turin überführt.

## Veröffentlichungen
- La democrazia cristiana inculcata ai chierici dell’arcidiocesi di Torino.